# Jehor Łuhaczow
Jehor Jurijowycz Łuhaczow, ukr. Єгор Юрійович Лугачов, ros. Егор Юрьевич Лугачёв, Jegor Jurjewicz Ługaczow (ur. 24 grudnia 1988 w Sumach) – ukraiński piłkarz, grający na pozycji pomocnika. W 2008 w mediach pojawiła się informacja, że piłkarz zmienił obywatelstwo ukraińskie na rosyjskie, ale we wrześniu 2010 Łuhaczow sprostował tę informację.

## Kariera piłkarska

### Kariera klubowa
Wychowanek DJuSSz nr 15 w Kijowie. Utalentowanego playmakera widzieli w swoim składzie selekcjonerzy Dynama Kijów, Szachtara Donieck i Spartaka Moskwa. Od 2005 rozpoczął karierę piłkarską w rosyjskim klubie. 26 lipca 2008 zadebiutował w Rosyjskiej Premier Lidze. 6 czerwca 2008 przyjął obywatelstwo rosyjskie. Tak jak tylko rozegrał dwa oficjalne mecze w podstawowej jedenastce, 30 sierpnia 2010 został wypożyczony do Arsenału Kijów. Na początku 2011 klub wykupił kontrakt piłkarza. Latem 2012 odszedł do FK Połtawa. 1 marca 2014 podpisał kontrakt z klubem Hirnyk-Sport Komsomolsk.

### Kariera reprezentacyjna
Występował w oficjalnych meczach w młodzieżowej reprezentacji Ukrainy. Łącznie rozegrał 4 gry reprezentacyjne. Wcześniej występował w juniorskich reprezentacjach różnych kategorii wiekowych.